# (66817) 1999 UR15
1999 يو أر 15 (ويعرف أيضًا باسم (66817) 1999 يو أر 15 وفق تسمية الكوكب الصغير) (بالإنجليزية: 1999 UR15)‏ هو كويكب ضمن حزام الكويكبات؛ وترتيبه 66817 من حيث الاكتشاف.
اكتُشف هذا الجُرم الفلكي بواسطة ماسح السماء كاتالينا في 29 أكتوبر 1999.

## وصلات خارجية
- (66817) 1999 UR15 في قاعدة بيانات مختبر الدفع النفاث لأجرام النظام الشمسي الصغيرة

- الاكتشاف · مخطط المدار ·  العناصر المدارية · المعلمات المادية

- (66817) 1999 UR15 على موقع ويكي سكاي: DSS2, SDSS, GALEX, IRAS, Hydrogen α, X-Ray, Astrophoto, Sky Map, Articles and images